# Oldenlandia nervosa
Oldenlandia nervosa là một loài thực vật có hoa trong họ Thiến thảo. Loài này được Hiern mô tả khoa học đầu tiên năm 1898.